# SuRe

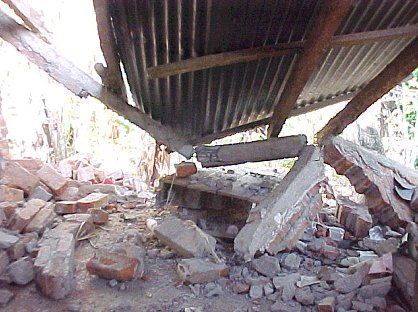
Escuela destruida por un terremoto en El Salvador. Las construcciones que cumplen el estándar SuRe® resisten mejor las catástrofes que les puedan sobrevenir.

SuRe (estándar para Infraestructura Sostenible y Resiliente) es un  estándar mundial voluntario que integra criterios clave de sostenibilidad y resiliencia en la construcción y modernización de infraestructuras. Su designación es un acrónimo de las palabras inglesas  sustainable y  resilient. A su vez, la palabra sure (adjetivo) significa "seguro". Ha sido desarrollado por la Fundación de Basilea para las Infraestructuras Mundiales (GIB por sus siglas en inglés) y el banco francés Natixis.
El objetivo del estándar es doble: no solo guía a los dueños del proyecto hacia una infraestructura con un desempeño elevado en cuanto a sostenibilidad y resiliencia —teniendo en cuenta criterios sociales, medioambientales, de gobernanza y las mejores prácticas— sino que también sirve como herramienta para comunicar esas características de sostenibilidad y resiliencia a potenciales inversores, canalizando así más dinero a la construcción de infraestructuras e impulsando el desarrollo socioeconómico sostenible.
Este estándar se lanzó en la Conferencia de las Naciones Unidas sobre Cambio Climático 2015 (COP21).
SuRe® está gobernado por tres órganos administrativos (secretaría, comité del estándar y consejo de actores) en un esfuerzo para mantener una representación equilibrada de actores en el desarrollo del estándar y proporcionar salvaguardias transparentes al proceso, a la vez que se aseguran la independencia y la credibilidad.
La GIB también ha desarrollado SuRe® SmartScan, una versión simplificada del estándar, que sirve como herramienta de autovaloración para los desarrolladores de una infraestructura. Les proporciona un amplio y rápido análisis de los diferentes temas cubiertos por el estándar, ofreciendo una base sólida para proyectos que se están planteando pedir en el futuro la certificación SuRe®. Cuando terminan de pasar el SuRe® SmartScan, los desarrolladores de proyecto reciben una evaluación en forma de diagrama de tela de araña que indica la puntuación de su proyecto en los diferentes aspectos y la compara con la de otros proyectos.